# 燒酒海蜷
燒酒海蜷（学名：Batillaria zonalis）为海蜷螺科海蜷屬下的一个种，在台灣通稱燒酒螺。